# Dědina u Dobrušky
Dědina u Dobrušky je přírodní památka zahrnující úsek vodního toku Dědiny mezi obcemi Podbřezí a Dobruška v okrese Rychnov nad Kněžnou. Oblast spravuje Krajský úřad Královéhradeckého kraje. Území je zároveň chráněno jako evropsky významná lokalita soustavy Natura 2000.

## Fauna
Chráněny jsou převážně populace mihule potoční (Lampetra planeri) a vranky obecné (Cottus gobio) a vodního toku Dědiny včetně přítoků a náhonu Zlatého potoka, které tvoří jejich biotop. Ze zákonem chráněných živočichů se zde kromě již zmíněných druhů vyskytují ještě ledňáček říční (Alcedo atthis), vydra říční (Lutra lutra) a čáp černý (Ciconia nigra).

## Galerie

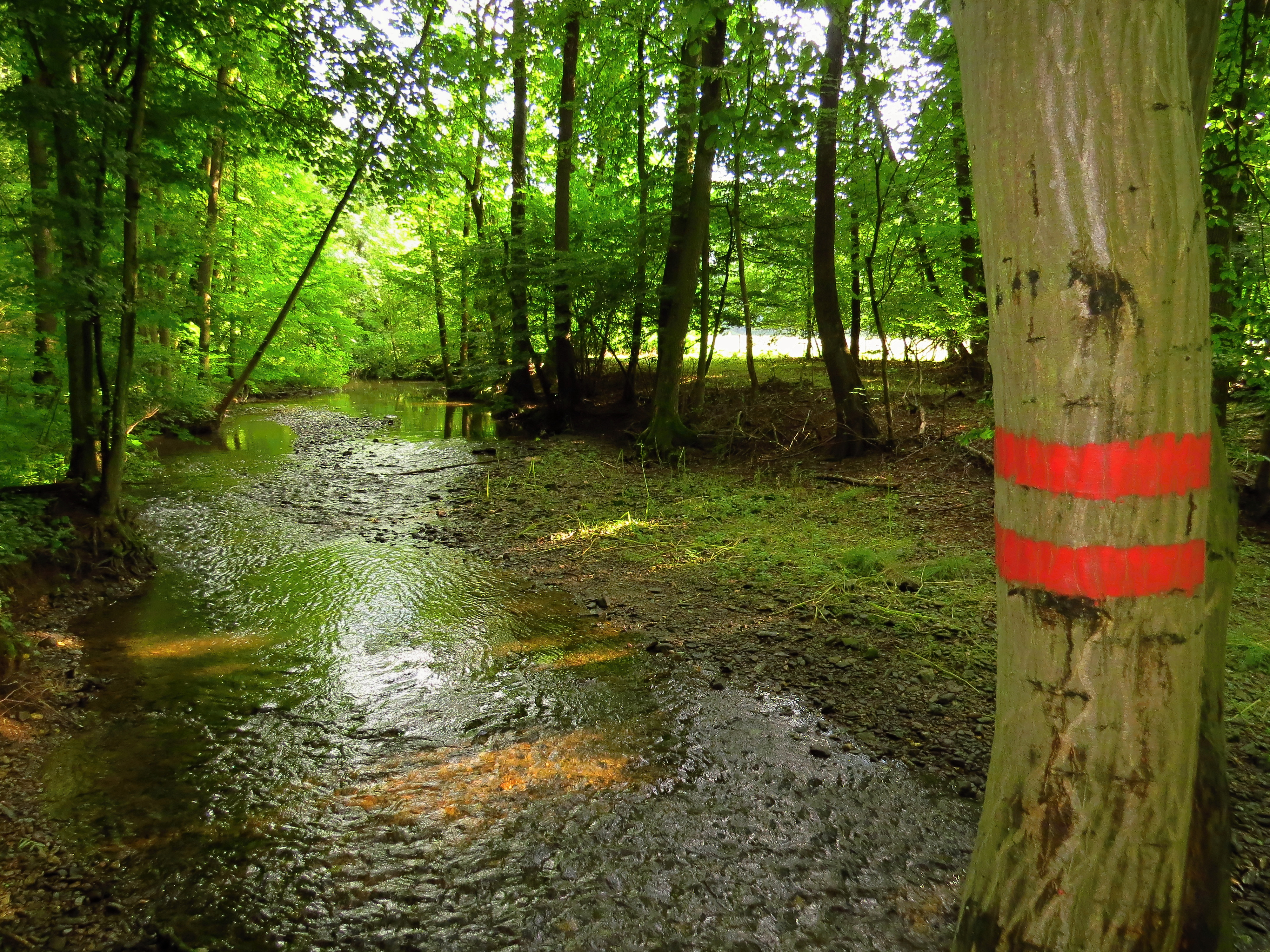
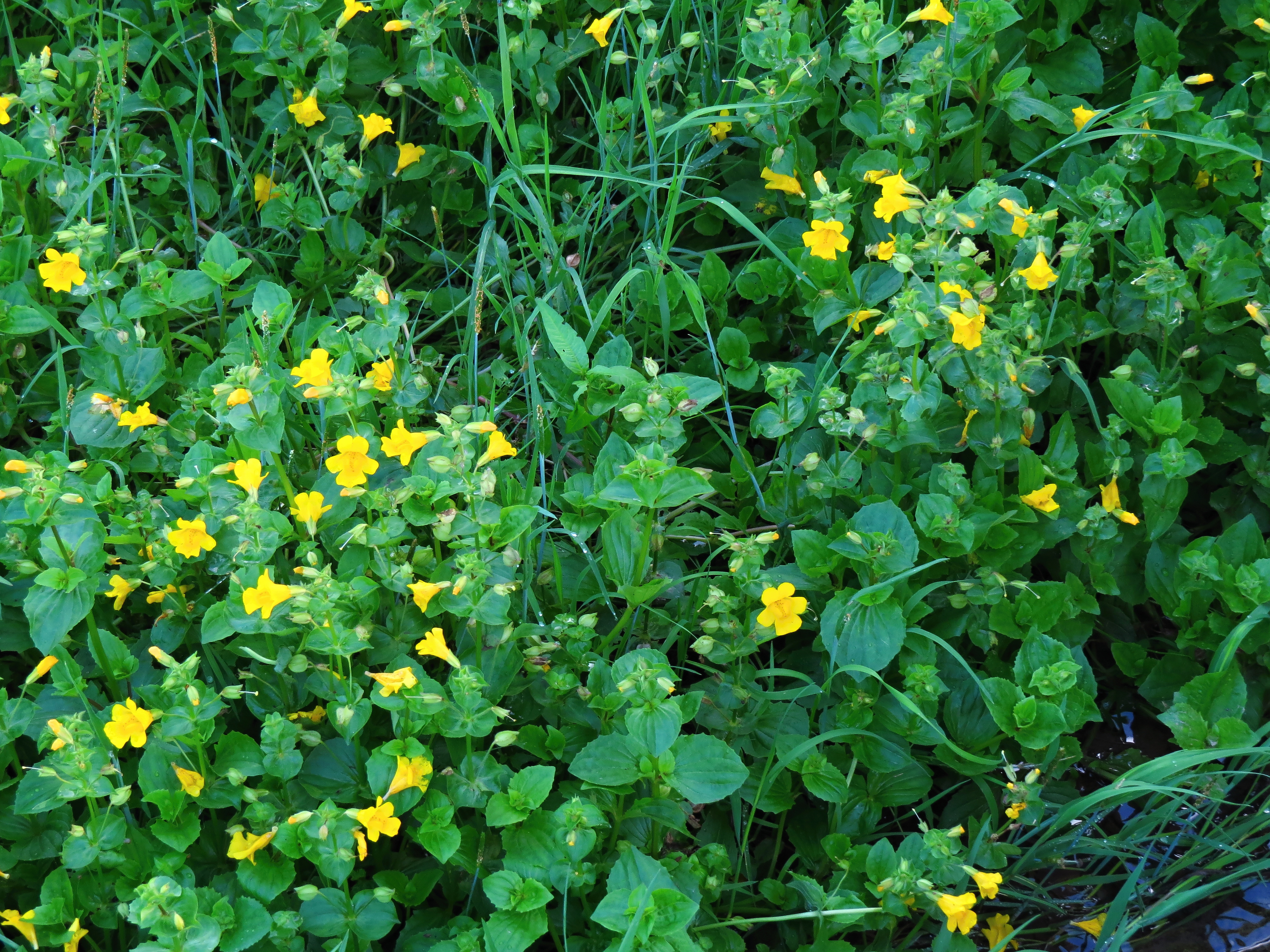
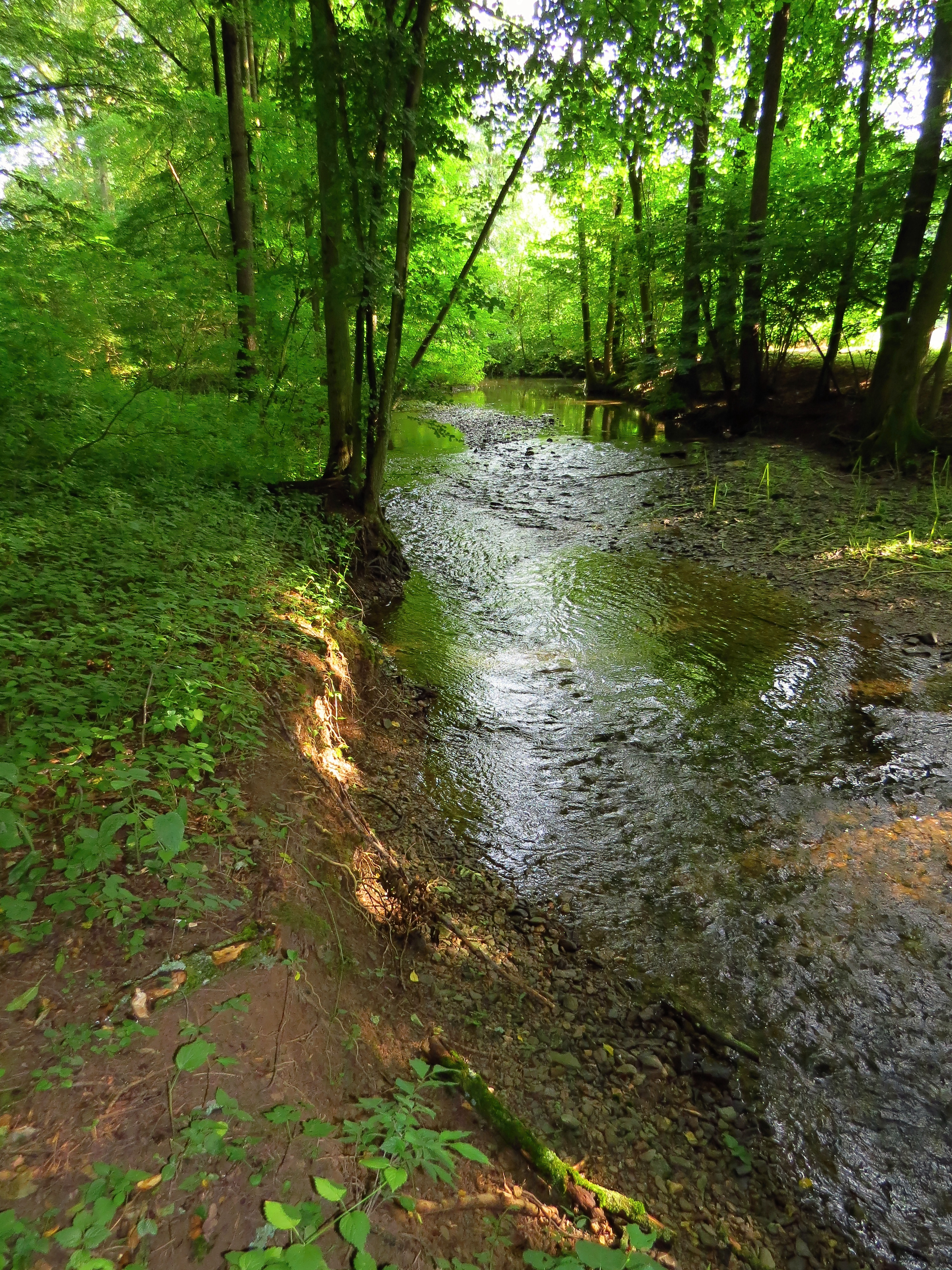
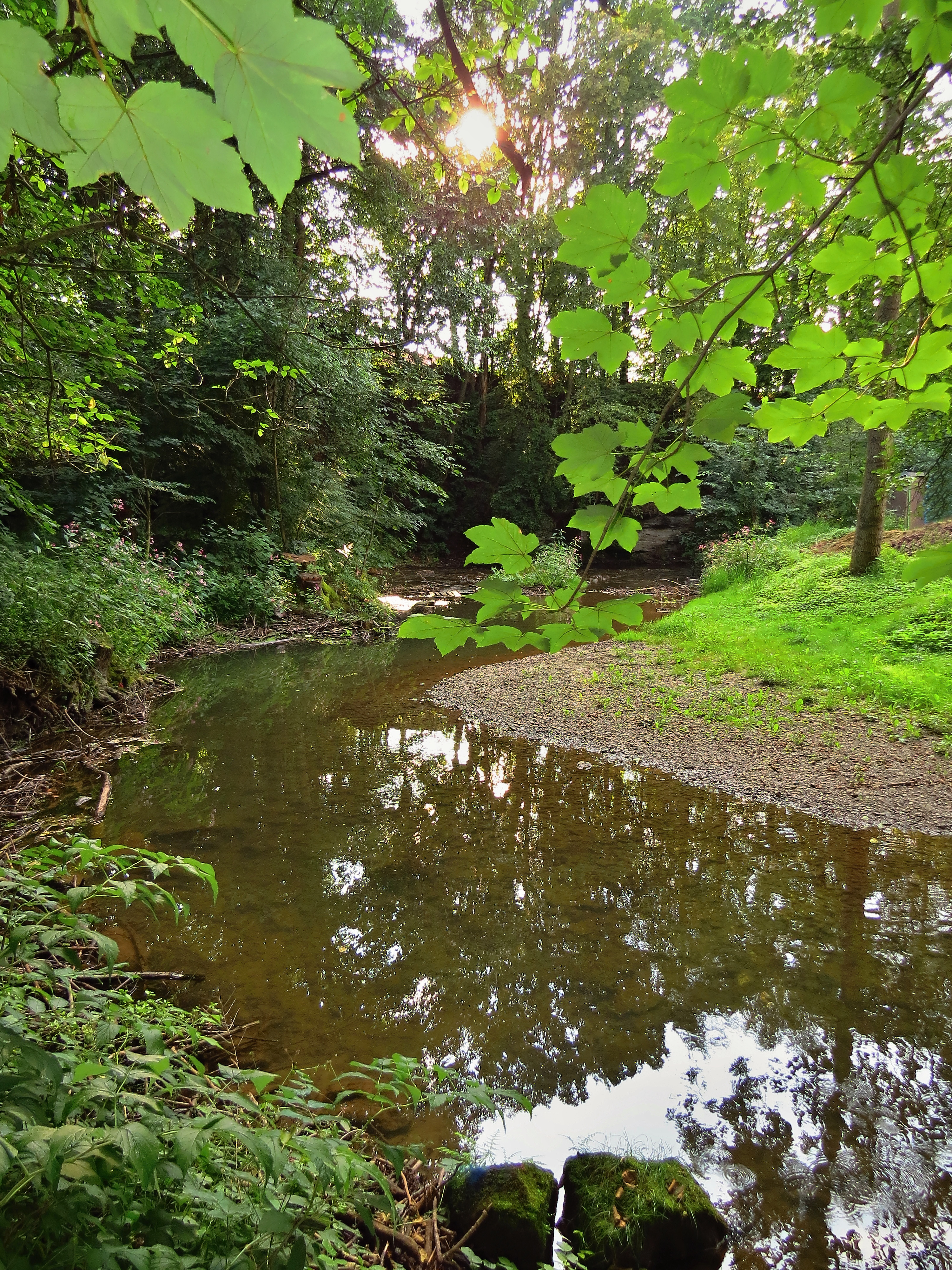